# El hijo del viento
El hijo del viento (風を見た少年 Kaze o Mita Shōnen?, lit. El chico que vio el viento) es una película animada basada en la novela de CW Nicol. Es dirigida por Kazuki Ōmori, se estrenó en cines de Japón el 22 de julio de 2000. También fue transmitida en América Latina por HBO, en Francia por AK Video, en España por HBO y en Rusia por MC Entertainment.  La película fue adaptada a una obra de teatro de la compañía de teatro Atom de Japón.

## Sinopsis
Amon es un chico que descubre que tiene el poder de controlar el viento. Este poder es un don que poseen los antiguos habitantes del planeta. Por lo tanto es un bien muy valioso, del que intentará apoderarse Branich, el gobernador del mundo, que desea poder construir el arma definitiva que acabará con toda resistencia a su poder.  
Amon escapará de las garras de las tropas de Branich junto a Maria, una habitante del pueblo del Mar, la cual ayudará a Amon a descubrir quién es realmente. 

## Reparto
- Yumi Adachi como Amon.

Un joven con poderes de las antiguas personas del viento. Puede crear pequeñas bolas de luz, llamadas "juegos de luz", y hablar con animales. Finalmente, descubre la capacidad de ver el viento y volar, así como otros poderes antiguos.
- Takashi Naito como Branik.

El gobernante despótico del Imperio de la Serpiente Dorada.
- Aki Maeda como Maria.

Una joven de un pueblo de pescadores, se hace amiga de Amon.
- Keiko Toda como Lucia.

Una científica, asistente del padre de Amon, que se convierte en la científica jefe del Imperio de la Serpiente Dorada.